# Jardin d'essai (métro d'Alger)
Jardin d'essai (en arabe : حديقة التجارب, traduit en Jardin d'essais en français) est une station de la ligne 1 du métro d'Alger. Elle est située à Belouizdad, dans la ville d'Alger en Algérie.
C'est une station très fréquentées du métro d'Alger, surtout les weekends et jours fériés car elle dessert le jardin d'essai du Hamma, le musée national des Beaux-Arts d'Alger ainsi que le mémorial du Martyr.

## Situation sur le réseau
Jardin d'essai est une station de la ligne 1 du métro d'Alger, située entre les stations Hamma, en direction du terminus nord Place des Martyrs, et Les Fusillés, en direction des terminus El Harrach Centre et Aïn Naâdja.

## Histoire
La construction de la station Jardin d'essai du métro d'Alger est achevée en 2009. Néanmoins, elle est inaugurée le 31 octobre 2011 et mise en service le 1er novembre 2011, lors de l'ouverture au service des 10 km de la première section de la ligne 1, qui comporte alors dix stations.

## Services aux voyageurs

### Accès et accueil
Elle dispose de deux accès, près du jardin d'essai du Hamma et près du musée national des Beaux-Arts d'Alger.

### Intermodalité
La station permet des correspondances avec le téléphérique du Mémorial.

## À proximité
- Jardin d'essai du Hamma
- Musée national des Beaux-Arts d'Alger
- Mémorial du Martyr